# Футбол на летних Олимпийских играх 1996 — квалификация
В финальных соревнованиях по футболу на летних Олимпийских играх 1996 года принимали участие 24 сборные (16 мужских и 8 женских). В мужском олимпийском турнире участвовали сборные, составленные из игроков не старше 23 лет. Также в заявку могли войти не более 3 футболистов старше этого возраста. Квалификационные соревнования прошли с 15 января 1995 года по 31 мая 1996 года.

## Квалифицированные сборные

### Мужчины
| Турнир                                                   | Места | Команды                                   |
| -------------------------------------------------------- | ----- | ----------------------------------------- |
| Принимающая сторона                                      | 1     | США                                       |
| Отборочный турнир Азии                                   | 3     | Республика Корея Япония Саудовская Аравия |
| Отборочный турнир Африки                                 | 3     | Гана Тунис Нигерия                        |
| Отборочный турнир Америки                                | 1     | Мексика                                   |
| Предолимпийский турнир КОНМЕБОЛ 1996                     | 2     | Бразилия Аргентина                        |
| Отборочный турнир Океании                                | 1     | Австралия                                 |
| Чемпионат Европы по футболу среди молодёжных команд 1996 | 5     | Италия Испания Франция Венгрия Португалия |
| Всего                                                    | 16    |                                           |

#### Стыковые матчи КОНКАКАФ-ОФК
| 26 мая 1996            | \| Канада \| 2 : 2 \| Австралия \| \| Давиде Ксауса 21′, 88′ \| Голы \| Горан Лозановски 31′ · Джо Спитери 53′ \| | Стадион Содружества, Эдмонтон Зрителей: 13 049 Судья: Ким Милтон Нильсен |
| Канада                 | 2 : 2 | Австралия                                                                |
| Давиде Ксауса 21′, 88′ | Голы | Горан Лозановски 31′ · Джо Спитери 53′                                   |

| 2 июня 1996                                                                                    | \| Австралия \| 5 : 0 \| Канада \| \| Хейден Фокс 16′ · Горан Лозановски 58′ · Марк Видука 82′ · Пол Агостино 85′ · Кевин Мускат 87′ \| Голы \| \| | Сиднейский футбольный стадион, Сидней Зрителей: 25 809 Судья: Али Буджсаим |
| Австралия                                                                                      | 5 : 0 | Канада                                                                     |
| Хейден Фокс 16′ · Горан Лозановски 58′ · Марк Видука 82′ · Пол Агостино 85′ · Кевин Мускат 87′ | Голы |                                                                            |

Австралия победила по сумме двух матчей со счётом 7:2 и вышла на Олимпийские игры.

### Женщины
Участники женского олимпийского турнира определялись по итогам женского чемпионата мира. Сборная США квалифицировалась на правах страны-организатора. Остальные семь мест определены по результатам чемпионата мира:
- Норвегия
- Германия
- Китай
- Швеция
- Дания
- Япония
- Бразилия

Занявшая 7-е место Англия не допущена, так как не является членом МОК.